# Giuseppe Sciacca
Giuseppe Sciacca (Catania, 23 febbraio 1955) è un vescovo cattolico italiano, dal 31 gennaio 2025 presidente emerito dell'Ufficio del lavoro della Sede Apostolica.

## Biografia
Nasce a Catania, città capoluogo di provincia e sede arcivescovile, il 23 febbraio 1955. È originario di Aci Catena, nella diocesi di Acireale.

### Formazione e ministero sacerdotale
Dopo aver completato gli studi teologici, prima a Catania e poi alla Pontificia Università Lateranense, consegue la laurea in diritto canonico presso la Pontificia Università San Tommaso d'Aquino a Roma, e, successivamente, una seconda laurea in filosofia presso l'Università di Catania.
Il 7 ottobre 1978 è ordinato presbitero, nella chiesa madre di Aci Catena, dal vescovo Giuseppe Costanzo per la diocesi di Acireale.
Per alcuni anni è vicario parrocchiale della chiesa madre di Aci Catena e, in seguito, decano del capitolo collegiale della basilica di San Sebastiano di Acireale.
Socio effettivo dell'Accademia degli Zelanti e dei Dafnici, insegna storia e filosofia presso i licei statali a Catania ed Acireale, nonché diritto canonico presso l'istituto di teologia di Acireale.
Il 25 marzo 1999, dopo l'attività svolta presso i tribunali diocesano e regionale, è nominato prelato uditore del Tribunale della Rota Romana da papa Giovanni Paolo II.

### Ministero episcopale
Il 3 settembre 2011 papa Benedetto XVI lo nomina segretario generale del Governatorato dello Stato della Città del Vaticano e vescovo titolare di Vittoriana; succede a Carlo Maria Viganò, precedentemente nominato nunzio apostolico negli Stati Uniti d'America. L'8 ottobre successivo riceve l'ordinazione episcopale, con il vescovo Barthélemy Adoukonou, all'altare della Cattedra nella basilica di San Pietro in Vaticano, dal cardinale Tarcisio Bertone, co-consacranti il cardinale Gianfranco Ravasi e l'arcivescovo Giuseppe Bertello (poi cardinale).
Il 10 novembre 2012 è trasferito alla sede titolare di Fondi. Il 13 febbraio 2013 è nominato anche uditore generale della Camera Apostolica; succede all'arcivescovo Bruno Bertagna, precedentemente dimessosi per raggiunti limiti di età.
Il 24 agosto 2013 papa Francesco lo nomina segretario aggiunto del Supremo tribunale della Segnatura apostolica.
È stato consultore presso la Congregazione per la dottrina della fede e presso la Congregazione per il clero. È, altresì, commissario per lo scioglimento del matrimonio in favorem fidei presso la Congregazione per la dottrina della fede.
Il 16 luglio 2016 è nominato segretario del Supremo tribunale della Segnatura apostolica, con decorrenza dal 1º settembre; succede all'arcivescovo Frans Daneels, dimessosi per raggiunti limiti di età.
Il 26 gennaio 2022 papa Francesco lo nomina presidente dell'Ufficio del lavoro della Sede Apostolica (ULSA), carica che mantiene fino al 31 gennaio 2025.

## Genealogia episcopale
La genealogia episcopale è:
- Cardinale Scipione Rebiba
- Cardinale Giulio Antonio Santori
- Cardinale Girolamo Bernerio, O.P.
- Arcivescovo Galeazzo Sanvitale
- Cardinale Ludovico Ludovisi
- Cardinale Luigi Caetani
- Cardinale Ulderico Carpegna
- Cardinale Paluzzo Paluzzi Altieri degli Albertoni
- Papa Benedetto XIII
- Papa Benedetto XIV
- Cardinale Enrico Enriquez
- Arcivescovo Manuel Quintano Bonifaz
- Cardinale Buenaventura Córdoba Espinosa de la Cerda
- Cardinale Giuseppe Maria Doria Pamphilj
- Papa Pio VIII
- Papa Pio IX
- Cardinale Gustav Adolf von Hohenlohe-Schillingsfürst
- Arcivescovo Salvatore Magnasco
- Cardinale Gaetano Alimonda
- Cardinale Agostino Richelmy
- Vescovo Giuseppe Castelli
- Vescovo Gaudenzio Binaschi
- Arcivescovo Albino Mensa
- Cardinale Tarcisio Bertone, S.D.B.
- Vescovo Giuseppe Sciacca